# Dyschondrosteose-Nephritis-Syndrom
Das Dyschondrosteose-Nephritis-Syndrom ist eine extrem seltene angeborene Skelettdysplasie mit den Hauptmerkmalen Kleinwuchs, Verkürzung und Verformung von Gliedmaßen und Nephritis (Nierenentzündung). Es handelt sich um eine Form einer Dyschondrosteose.
Die Beschreibung stammt aus dem Jahre 1976 durch die US-amerikanischen Ärzte Steve J. Funderburk und Mitarbeiter.

## Verbreitung
Die Häufigkeit wird mit unter 1 zu 1.000.000 angegeben, bislang wurde nur eine Großfamilie beschrieben. Die Vererbung erfolgt autosomal-dominant.

## Klinische Erscheinungen
- Kleinwuchs
- mesomele Verkürzung (symmetrisch der Mittelsegmente) der Gliedmaßen
- Madelung-Deformität
- angeborene Nephritis

Das weibliche Geschlecht ist schwerer und vier Mal häufiger als das männliche Geschlecht betroffen.
Die Veränderungen sind denen bei der Dyschondrosteose Léri Weill sehr ähnlich.